# Ермон (Вайоц-Дзор)
Ермон (вірм. Հերմոն) — село в марзі Вайоц-Дзор, на півдні Вірменії. Село розташоване за 26 км на північний схід від Єхегнадзора та за 27 км на північ від Вайка. Поруч розташований монастир 9 століття «Ермоні ванк».